# Paruraecha acutipennis
Paruraecha acutipennis là một loài bọ cánh cứng trong họ Cerambycidae.